# Payroux
Payroux – miejscowość i gmina we Francji, w regionie Nowa Akwitania, w departamencie Vienne.
Według danych na rok 1990 gminę zamieszkiwało 528 osób, a gęstość zaludnienia wynosiła 18 osób/km² (wśród 1467 gmin regionu Poitou-Charentes, Payroux plasuje się na 536. miejscu pod względem liczby ludności, natomiast pod względem powierzchni na miejscu 178.).